# Raúl Albentosa
Raúl Albentosa Redal est un footballeur espagnol, né le 7 septembre 1988 à Alzira. Il évolue au poste de défenseur central.

## Biographie
Le 16 janvier 2015, il rejoint le club de Derby County. Il est prêté ensuite au Málaga CF. 
En juillet 2016, il est recruté par le Deportivo La Corogne.

## Palmarès
- Champion d'Espagne de D2 en 2014 avec le SD Eibar.